# Saint-Benoît-sur-Seine
Saint-Benoît-sur-Seine ist eine französische Gemeinde mit 428 Einwohnern (Stand: 1. Januar 2022) im Département Aube in der Region Grand Est; sie gehört zum Arrondissement Troyes und zum Kanton Creney-près-Troyes (bis 2015: Kanton Troyes-2).

## Geographie
Saint-Benoît-sur-Seine liegt etwa acht Kilometer nordnordwestlich vom Stadtzentrum Troyes’ entfernt an der Seine und an der Melda. Umgeben wird Saint-Benoît-sur-Seine von den Nachbargemeinden Mergey im Norden und Nordwesten, Feuges im Osten und Nordosten, Sainte-Maure im Süden und Südosten sowie Saint-Lyé im Westen und Südwesten.

## Bevölkerungsentwicklung
| Jahr                      | 1962 | 1968 | 1975 | 1982 | 1990 | 1999 | 2006 | 2013 |
| Einwohner                 | 273  | 239  | 240  | 292  | 328  | 401  | 401  | 410  |
| Quelle: Cassini und INSEE |      |      |      |      |      |      |      |      |

## Sehenswürdigkeiten
- Kirche Sainte-Benoît

## Persönlichkeiten
- Rémi Delatte (* 1956), Landwirt und Politiker (UMP)